# برندان أشبي
برندان أشبي (بالإنجليزية: Brendan Ashby)‏ (مواليد 30 يونيو 1980) هو سبّاح من الولايات المتحدة، مثّل بلاده في الألعاب الأولمبية الصيفية 2004.

## روابط خارجية
برندان أشبي على موقع الاتحاد الدولي للسباحة (الإنجليزية)
- برندان أشبي على موقع SwimRankings.net (الإنجليزية)
- برندان أشبي على موقع اللجنة الأولمبية الدولية (الإنجليزية)
- برندان أشبي على موقع أوليمبيديا (الإنجليزية)